# روزدیل پارک (دیترویت)
روزدیل پارک (به انگلیسی: Rosedale Park) یک منطقهٔ مسکونی در ایالات متحده آمریکا است که در دیترویت واقع شده‌است.